# Landtag Schwarzburg-Rudolstadt (1906–1909)
Dieser Artikel behandelt den Landtag Schwarzburg-Rudolstadt 1906–1909.

## Landtag
In der Plenarsitzung am 2. Dezember 1905 erklärte der Staatsminister im Auftrag des Fürsten den Landtag für aufgelöst. Daher mussten Neuwahlen stattfinden. Diese Landtagswahl fand am 16. Februar 1906 statt. Die SPD verlor ein Mandat und kam auf sieben Abgeordnete. Vier Sitze gingen an konservative, drei an nationalliberale und zwei an freisinnige Kandidaten.
Als Abgeordnete wurden gewählt:
| Name                             | Partei      | Wohnort       | Kurie             | Wahlkreis                        | Anmerkung                                         |
| -------------------------------- | ----------- | ------------- | ----------------- | -------------------------------- | ------------------------------------------------- |
| Carl Adolph Hermann Bloß         | SPD         | Rudolstadt    | Allgemeine Wahlen | Rudolstadt I                     | Mandat niedergelegt am 7. Februar 1908            |
| Johann August Emil Böttcher      | SPD         | Frankenhausen | Allgemeine Wahlen | Frankenhausen I                  |                                                   |
| Christian Albert Raimund Fiedler | kons. (BdL) | Unterloquitz  | Allgemeine Wahlen | Leutenberg                       |                                                   |
| Heinrich Ernst Emil Finke        | SPD         | Frankenhausen | Allgemeine Wahlen | Oberweißbach                     |                                                   |
| Johann Friedrich Frötscher       | SPD         | Könitz        | Allgemeine Wahlen | Königsee II                      |                                                   |
| Otto Härtel                      | freis.      | Rudolstadt    | Höchstbesteuerte  | Landratsamtsbezirk Rudolstadt I  |                                                   |
| Friedrich Berthold Carl Herold   | NLP         | Neuhaus       | Höchstbesteuerte  | Landratsamtsbezirk Königsee      | Ab 7. Februar 1907 für Paris                      |
| Maximilian Kaiser                | SPD         | Sitzendorf    | Allgemeine Wahlen | Katzhütte                        |                                                   |
| Wilhelm Carl Robert Kämmerer     | kons. (BdL) | Ringleben     | Allgemeine Wahlen | Frankenhausen II                 |                                                   |
| Hermann Berthold Kirsten         | kons. (BdL) | Zeigerheim    | Allgemeine Wahlen | Blankenburg                      |                                                   |
| August Viktor Krieger            | kons. (BdL) | Großhettstedt | Höchstbesteuerte  | Landratsamtsbezirk Rudolstadt II |                                                   |
| Friedrich Rudolf Lüttich         | freis.      | Esperstedt    | Höchstbesteuerte  | Landratsamtsbezirk Frankenhausen |                                                   |
| Friedrich Victor Anton Paris     | NLP         | Oberköditz    | Höchstbesteuerte  | Landratsamtsbezirk Königsee      | Verstorben am 18. August 1906. Nachfolger: Herold |
| Friedrich Wilhelm Richter        | NLP         | Rudolstadt    | Allgemeine Wahlen | Rudolstadt II                    |                                                   |
| August Otto Reinhard Schrodt     | NLP         | Stadtilm      | Allgemeine Wahlen | Ilm                              |                                                   |
| Philipp Ernst Venter             | SPD         | Königsee      | Allgemeine Wahlen | Königsee I                       |                                                   |
| Franz August Wilhelm Winter      | SPD         | Frankenhausen | Allgemeine Wahlen | Schlotheim                       |                                                   |

Der Landtag wählte unter Alterspräsident Viktor Krieger seinen Vorstand. Landtags-Director (Parlamentspräsident) wurde Fritz Lüttich. Als Stellvertreter wurde Otto Härtel gewählt.
Der Landtag kam zwischen dem 19. März 1906 und dem 26. März 1909 zu 35 öffentlichen Plenarsitzungen in einer ordentlichen und einer außerordentlichen Sitzungsperiode zusammen.